# Pałanka (torbacz)
Pałanka (Phalanger) – rodzaj ssaków z podrodziny pałanek (Phalangerinae) w obrębie rodziny pałankowatych (Phalangeridae).

## Rozmieszczenie geograficzne
Rodzaje obejmuje gatunki występujące na wyspach należących do Indonezji, w Australii, na Nowej Gwinei i sąsiednich wyspach.

## Morfologia
Długość ciała 31–54 cm, długość ogona 27,5–42,5 cm; masa ciała 1,1–5 kg. 

## Systematyka
Rodzaj zdefiniował w 1780 roku lekarz, chemik i przyrodnik Gottlieb Conrad Christian Storr w książce swojego autorstwa poświęconej wstępnej klasyfikacji ssaków. Gatunkiem typowym jest (oznaczenie monotypowe) pałanka szara (P. orientalis). 

### Etymologia
- Phalanger: fr. phalange ‘paliczek’, od gr. φάλαγγα phalanga ‘paliczek’, od φάλαγξ phalanx ‘kość palca lub stopy’[13].
- Phalangista: gr. φάλαγξ phalanx ‘kość palca lub stopy’[13]. Gatunek typowy (oznaczenie monotypowe): Didelphis orientalis Pallas, 1766.
- Coescoes (Coesiodes, Cuscus, Cursus): malajska nazwa Coès-coès dla pałanki[14]. Gatunek typowy (oznaczenie monotypowe): Coescoes amboinensis Lacépède, 1799 (= Didelphis orientalis Pallas, 1766).
- Balantia: gr. βαλαντιον balantion ‘torba, kieszeń’[15]. Gatunek typowy: Illiger wymienił dwa gatunki – Didelphis orientalis Pallas, 1766 i Didelphis Lemurina G.K. Shaw, 1800 (= Didelphis vulpecula Kerr, 1792) – z których gatunkiem typowym jest (późniejsze oznaczenie)[16] Didelphis orientalis Pallas, 1766.
- Sipalus: gr. σιπαλος sipalos ‘zdeformowany’[17].

### Podział systematyczny
Do rodzaju należą następujące gatunki:
| Grafika | Gatunek                    | Autor i rok opisu         | Nazwa zwyczajowa      | Podgatunki         | Rozmieszczenie geograficzne | Podstawowe wymiary                               | Status IUCN |
| ------- | -------------------------- | ------------------------- | --------------------- | ------------------ | --- | ------------------------------------------------ | ----------- |
|         | Phalanger pelengensis      | Tate, 1945                | kuskusek duży         | 2 podgatunki       | endemit Indonezji (Wyspy Banggai (Peleng) i Wyspy Sula (Taliabu, Seho, Mangole i Sanana)                                                                                            | DC: 35–37 cm DO: 25–30 cm MC: 1,1–1,2 kg         | LC          |
|         | Phalanger ornatus          | (J.E. Gray, 1860)         | pałanka strojna       | gatunek monotypowy | endemit Indonezji (wschodni kraniec północnego Celebes, większa północna część Moluków (Halmahera, Bacan i Morotai)                                                                 | DC: 35–42 cm DO: 28–36 cm MC: 1,2–2,2 kg         | LC          |
|         | Phalanger matabiru         | Flannery & Boeadi, 1995   |                       | gatunek monotypowy | endemit Indonezji (mniejsza część północnych Moluków (Ternate i Tidore)) | brak danych                                      | VU          |
|         | Phalanger alexandrae       | Flannery & Boeadi, 1995   | pałanka wyspowa       | gatunek monotypowy | endemit Indonezji (Gebe, północne Moluki (prawdopodobnie na wyspach między Halmaherą a Waigeo)); zakres wysokości: około 300 m n.p.m.                                               | DC: około 45 cm DO: około 36 cm MC: około 2,5 kg | EN          |
|         | Phalanger rothschildi      | O. Thomas, 1898           | pałanka molucka       | gatunek monotypowy | endemit Indonezji (północno-środkowe Moluki (Wyspy Obi, Bisa i Obilatu) | DC: 36–39 cm DO: 30–33 cm MC: 1,1–1,4 kg         | LC          |
|         | Phalanger gymnotis         | (W. Peters & Doria, 1875) | pałanka gołoucha      | gatunek monotypowy | Indonezja i Papua-Nowa Gwinea: kontynentalna Nowa Gwinea, wyspy u wybrzeży zachodniej Nowej Gwinei (Salawati, Misool, Yapen i Wyspy Aru); zakres wysokości: 0–2700 m n.p.m.         | DC: 31–54 cm DO: 29–39 cm MC: 1,5–5 kg           | LC          |
|         | Phalanger lullulae         | O. Thomas, 1896           | pałanka nakrapiana    | gatunek monotypowy | endemit Papui-Nowej Gwinei (wyspy u wybrzeży południowo-wschodniej Nowej Gwinei (Woodlark, Madeu i Alcester, gdzie prawdopodobnie został introdukowany)                             | DC: 33–41 cm DO: 27–34 cm MC: 1,5–2 kg           | EN          |
|         | Phalanger orientalis       | (Pallas, 1766)            | pałanka szara         | 2 podgatunki       | Indonezja i Papua-Nowa Gwinea: środkowe i południowe Moluki, wschodnie Małe Wyspy Sundajskie i północna Nowa Gwinea (na wschód do wyspy Long)                                       | DC: 30–50 cm DO: 28–42 cm MC: 1,6–5 kg           | LC          |
|         | Phalanger breviceps        | O. Thomas, 1888           |                       | 2 podgatunki       | endemit Papui-Nowej Gwinei (Nowa Brytania (Archipelag Bismarcka), prawdopodobnie introdukowany na całym Archipelagu Bismarcka i Wyspach Salomona)                                   | DC: 30–50 cm DO: 28–42 cm MC: 1,6–5 kg           | NE          |
|         | Phalanger intercastellanus | O. Thomas, 1895           | pałanka papuaska      | gatunek monotypowy | endemit Papui-Nowej Gwinei (Markham Valley i zatoka Huon przez południowo-wschodni półwysep; Wyspy d’Entrecasteaux, Wyspy Trobrianda i Luizjady); zakres wysokości: 0–1250 m n.p.m. | DC: 35–45 cm DO: 27–32 cm MC: 1,4–2,2 kg         | LC          |
|         | Phalanger mimicus          | O. Thomas, 1922           | pałanka nowogwinejska | gatunek monotypowy | Indonezja i Papua-Nowa Gwinea (południowa Nowa Gwinea i Wyspy Aru) i Australia (wschodni półwysep Jork, Queensland)                                                                 | DC: 33–40 cm DO: 28–35 cm MC: 1,5–2,2 kg         | LC          |
|         | Phalanger matanim          | Flannery, 1987            | pałanka opalona       | gatunek monotypowy | endemit Papui-Nowej Gwinei (środkowa Nowa Gwinea (obszar Telefomin)); zakres wysokości: 1500–2600 m n.p.m.                                                                          | DC: 34–44 cm DO: 27–31 cm MC: 1,1–2 kg           | CR          |
|         | Phalanger vestitus         | Milne-Edwards, 1877       | pałanka jedwabista    | 3 podgatunki       | Indonezja i Papua-Nowa Gwinea: Nowa Gwinea (góry półwyspu Ptasia Głowa, góry Weyland i Góry Centralne; zakres wysokości: 1000–2200 m n.p.m.                                         | DC: 35–48 cm DO: 29–36 cm MC: 1,4–2,4 kg         | LC          |
|         | Phalanger sericeus         | O. Thomas, 1907           | pałanka czarna        | 2 podgatunki       | Indonezja i Papua-Nowa Gwinea: Nowa Gwinea (Góry Centralne); zapisy z południowo-środkowej Papui-Nowej Gwinei (obszar góry Bosavi); zakres wysokości: 1500–3900 m n.p.m.            | DC: 37–46 cm DO: 27–32 cm MC: 1,7–2,4 kg         | LC          |
|         | Phalanger carmelitae       | O. Thomas, 1898           | pałanka górska        | 2 podgatunki       | Indonezja i Papua-Nowa Gwinea: Nowa Gwinea (Góry Centralne na wschód od jezior Paniai); zakres wysokości: 1350–3800 m n.p.m.                                                        | DC: 37–43 cm DO: 31–36 cm MC: 1,7–2,6 kg         | LC          |

Kategorie IUCN:  LC  – gatunek najmniejszej troski,  VU  – gatunek narażony,  EN  – gatunek zagrożony,  CR  – gatunek krytycznie zagrożony;  NE  – gatunki niepoddane jeszcze ocenie.